# CHOA-FM
 (août 2022).

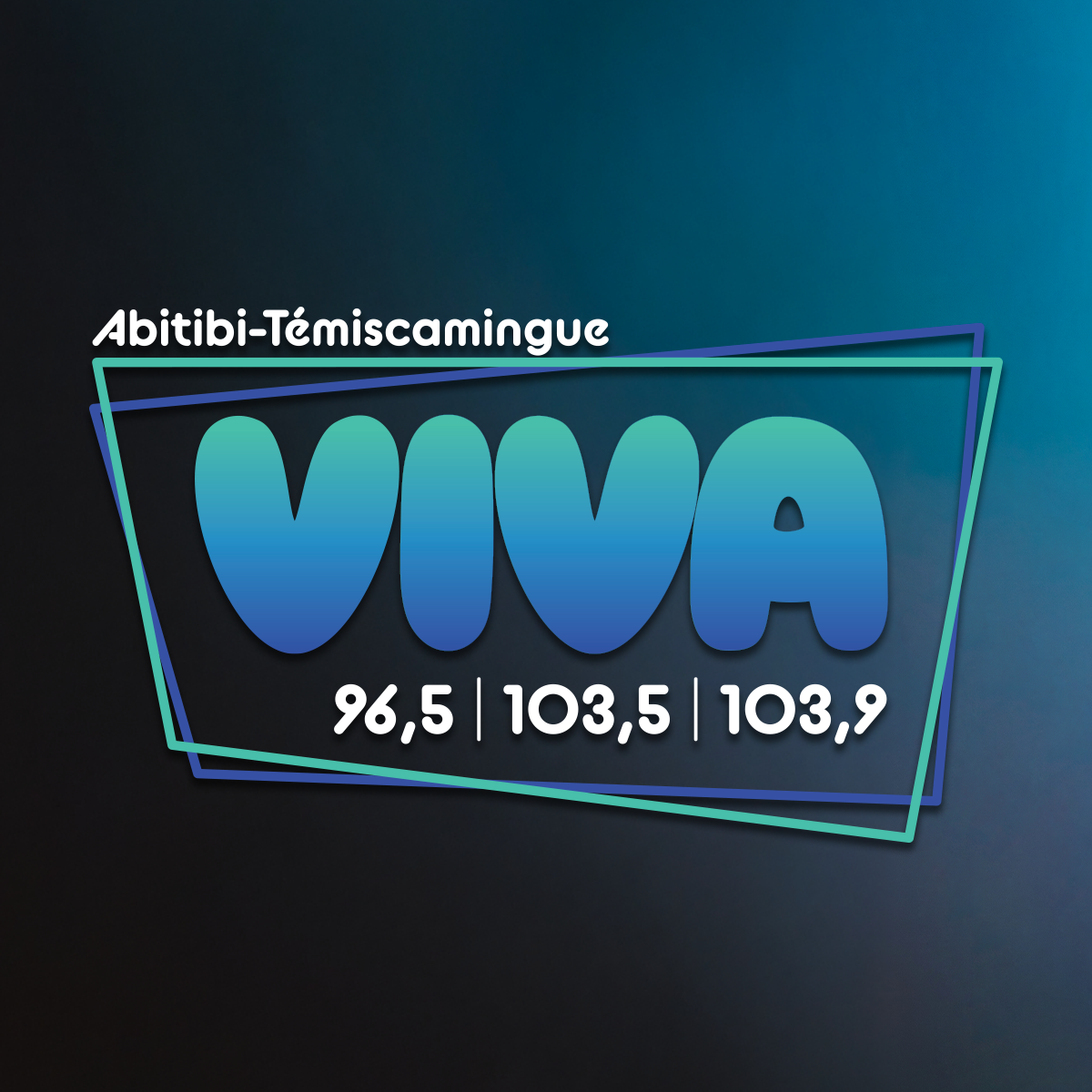

CHOA-FM, opérant sous le nom de marque VIVA FM, est une station de radio commerciale privée québécoise appartenant à Arsenal Média et basée à Rouyn-Noranda. 
Elle couvre la majeure partie du territoire abitibien (région québécoise). La station diffuse de la musique adulte contemporaine combinant pop, EDM et québécoise sous le nom de VIVA FM.

## Description et historique
Sous la propriété de Radio Nord, la station est lancée le 21 septembre 1990 sur la bande FM, à la fréquence 96,5 MHz à Rouyn-Noranda, avec des réémetteurs à la fréquence 103,5 MHz entre Val-d'Or et Amos, ainsi qu'au 103,9 MHz à La Sarre. Elle s'identifie sur les ondes sous l'appellation Harmonie FM, et se joint au service d'information radio de La Presse canadienne NTR. À cette époque, Radio Nord exploitait aussi les stations sur la bande AM CKRN (Rouyn), CKVD (Val d'Or), CHAD (Amos) et CKLS (La Sarre) en tant que mini réseau AM abitibien, convertis sur la bande FM en 1999.
De sa création jusqu'en octobre 2018, la station a presque toujours ciblé un public adulte âgé entre 25 et 54 ans. Au fil du temps, plusieurs noms d'exploitation se sont succédé : Rythme FM (affiliation avec Cogeco Média), Planète, Couleur FM et Rock Détente (affiliation avec Astral Media et Télémédia). Les différentes fréquences sont actuellement exploitées sous le nom de WOW FM Abitibi.

### Marques d'exploitation
Désirant exploiter la station avec le « contexte de l'époque », l'ancien propriétaire, RNC Média, a procédé à de nombreux changements au niveau du branding (image de marque) de ses fréquences.

#### Rock Détente
De 1995 au 31 août 2003, une affiliation signée au départ avec Télémédia, ensuite Astral Media, permet l'utilisation du nom, des émissions et de la programmation musicale du réseau Rock Détente.

#### Couleur FM
Du 1er septembre 2003 à 2008, Couleur FM, une marque entièrement développée par Radio Nord Communications, était exploitée pour les activités de la station. Son style s'apparentait à Rock Détente.

#### Planète Radio
En 2008, RNC Média lance son nouveau réseau radiophonique, connue sous le nom de Planète Radio. La station CHOA-FM l'intègre, adoptant du même coup un genre musical se rapprochant du contemporain adulte et jazz.

#### Rythme FM
En 2015, la société mère de l'époque s'affilie avec Cogeco Diffusion, désormais Cogeco Média, afin que ses fréquences rejoignent le réseau radiophonique Rythme FM, déjà présent à Montréal, Trois-Rivières, Sherbrooke, Gatineau et Saguenay.
* Les stations Rythme FM de Gatineau (CHLX-FM) et de Saguenay (CKRS-FM / CKGS-FM) se sont depuis, elles aussi, désaffiliées du réseau, respectivement en janvier 2017 et en août 2018.

#### WOW FM
En août 2017, RNC Média rompt son partenariat avec Cogeco Média, et cesse l'exploitation de sa station sous le nom de Rythme FM, à peine deux ans et demi après l'avoir officialisé. Du même coup, CHOA-FM adopte les couleurs de WOW FM, déjà utilisées par sa station homonyme de Gatineau, CHLX-FM.
Le directeur de la programmation, Sébastien Lavoie, a expliqué ce changement de brand (marque) par la nécessité d'adapter le contenu et la musique à la population abitibienne :
« Quand Planète est devenue Rythme FM, je pense que c'était le bon choix à ce moment-là. Je pense que Rythme FM était un produit supérieur à Planète. Donc, il faut toujours y aller avec le contexte de l'époque. Aujourd'hui, c'est un autre contexte. C'est de retrouver notre liberté, notre autonomie. Évidemment, ça passait par un changement de brand. On aurait aimé gardé le nom de Rythme, mais on ne pouvait pas. »

### Fréquences
CHOA-FM est retransmis à la presque totalité du territoire abitibien, soit à Rouyn-Noranda et ses environs (par sa fréquence du 96,5 MHz), à Val-d'Or et ses environs (par sa fréquence du 103,5 MHz), à Amos et ses environs (par fréquence du 103,5 MHz), ainsi qu'à La Sarre et ses environs (par sa fréquence du 103,9 MHz). Le territoire du Témiscamingue, faisant partie de la région couverte par la station, ne capte presque pas le signal émis par la fréquence du 96,5 MHz.
En 1996, il est demandé au CRTC de convertir le réémetteur de CHOA-FM situé à Val-d'Or en une station d'origine, demande qui sera refusée ; le marché ne pouvant supporter une nouvelle station commerciale.

### Acquisition parCogeco Média
En avril 2018, Cogeco Média, propriétaire de treize stations de radio à travers le Québec, ce qui en fait le plus gros acteur radiophonique de la province, annonce avoir acquis les fréquences radiophoniques régionales de RNC Média au Saguenay, en Abitibi et dans les Laurentides. CHOA-FM fait partie du lot.
En octobre 2018, le CRTC, qui encadre l'industrie des télécommunications canadiennes, donne son aval à la transaction, évaluée à près de 18,5 millions de dollars.
Comme WOW est une marque instaurée par l'ancien propriétaire de la station, des doutes subsistaient pour savoir si Cogeco Média allait récupérer le nom d'exploitation de CHOA-FM, mais le président-directeur général de l'entreprise a affirmé en avril 2018 au quotidien La Presse qu'aucun changement de format n'était à l'horizon :

« On n'a pas l'intention de changer les formats, mais de donner une valeur ajoutée aux contenus. »

Le 6 mai 2021, Arsenal Média signe une contrat avec Cogeco Média. Cette transaction rendrait Arsenal Média propriétaire de CHOA-FM ainsi que des stations Capitale Rock. Cogeco Média deviendrait propriétaire de la station CILM-FM située au Saguenay–Lac-Saint-Jean. Cette transaction est conditionnée à l'approbation du CRTC.
Le 24 mars 2022, le CRTC autorise la transaction, et le 25 avril 2022, la station devient officiellement une propriété d'Arsenal Média. 
En janvier 2025, la station, qui appartenait déjà a Arsenal Média, est affilié au nouveau réseau radiophonique crée le même mois: VIVA FM.

## Programmation

### Musique
Le style musical de la station s'adresse à une clientèle âgée entre 25 et 54 ans, intégrant plusieurs générations d'auditeurs. Passant du pop, de l'EDM, du dance ainsi que du québécois, plusieurs genres et périodes (80-90-2000 à aujourd'hui) musicaux s'entremêlent et constituent la programmation musicale de la station.

#### Animateurs
- Olivier Poitras
- Dianne Simard
- Marie-Laurence Perron
- Chloé Bernard
- François Joseph
- Paul Chatman

#### Grille horaire
| Émission                       | Animateurs(rices)     | Horaire                                           |
| ------------------------------ | --------------------- | ------------------------------------------------- |
| On part ça d'même              | Valérie Cormier       | Lundi au vendredi (6 h à 8h45)                    |
| VIVA l'avant midi              | Danaée Thériault      | Lundi au vendredi (8h45 à 12 h)                   |
| Lunch 80-90-2000               | Johannie Hébert Cimon | Lundi au vendredi (12 h à 13 h)                   |
| VIVA l'après midi              | Isabelle Fortin       | Lundi au vendredi (13 h à 16 h)                   |
| VIVA la casa                   | Dianne Simard         | Lundi au Jeudi (16 h à 18 h)                      |
| Le super 12                    | Dianne Simard         | Lundi au Jeudi (18 h à 19 h)                      |
| Ce Week-End, On part ça d'même | Jerry Castonguay      | Samedi et dimanche (7h a 9h)                      |
| VIVA le Week-End               | Katie Ratté           | Samedi et dimanche (9h à 16 h et 17h le dimanche) |
| VIVA la fiesta                 | Jerry Castonguay      | Samedi (16 h à 19 h)                              |